# آلبر سگن
آلبر سگن (به فرانسوی: Albert Séguin) (زادهٔ ۸ مارس ۱۸۹۱ - درگذشته	۲۹ مه ۱۹۴۸) ژیمناست اهل  فرانسه بود.